# Ghiacciaio Nimrod
Il ghiacciaio Nimrod (in inglese Nimrod Glacier) è un ghiacciaio lungo circa 135 km situato parte nella Terra di Oates e parte all'interno della Dipendenza di Ross, nell'Antartide orientale, di cui, in virtù delle sue dimensioni, è uno dei più grandi ghiacciai. Il Nimrod, il cui punto più alto si trova a quasi 2000 m s.l.m., parte direttamente dall'Altopiano Antartico e fluisce dapprima verso nord attraverso i monti Transantartici fra la dorsale dei Geologi e i monti Miller, poi si dirige verso nord-est passando tra i monti Churchill e i monti della Regina Elisabetta e infine fluisce all'interno della Barriera di Ross, in particolare della parte di essa che ricopre l'insenatura di Shackleton, tra capo Wilson e capo Lyttelton.

Lungo il suo percorso, il flusso del ghiacciaio Nimrod è arricchito da quello di diversi altri ghiacciai che gli si uniscono, tra cui quello dei ghiacciai Lucy, Gray, del Principe Filippo e Algie, da nord-ovest, e dei ghiacciai Heilman, del Principe Edoardo, Otago e Lowery, da sud.

## Storia
Il ghiacciaio Nimrod è stato fotografato per la prima volta durante ricognizioni aeree effettuate dalla Marina Militare degli Stati Uniti d'America nel corso dell'operazione Highjump (ufficialmente chiamata The United States Navy Antarctic Developments Program), 1946-47, e fu così battezzato dal Comitato consultivo dei nomi antartici (in inglese Advisory Committee on Antarctic Names) in associazione con l'insenatura di Shackleton e con il Nimrod, il veliero scelto da Ernest Shackleton per la spedizione antartica Nimrod (conosciuta anche come spedizione antartica britannica 1907-09), condotta nel 1907-09.

## Mappe
Di seguito una serie di mappe in scala 1:250 000 realizzate dallo USGS:

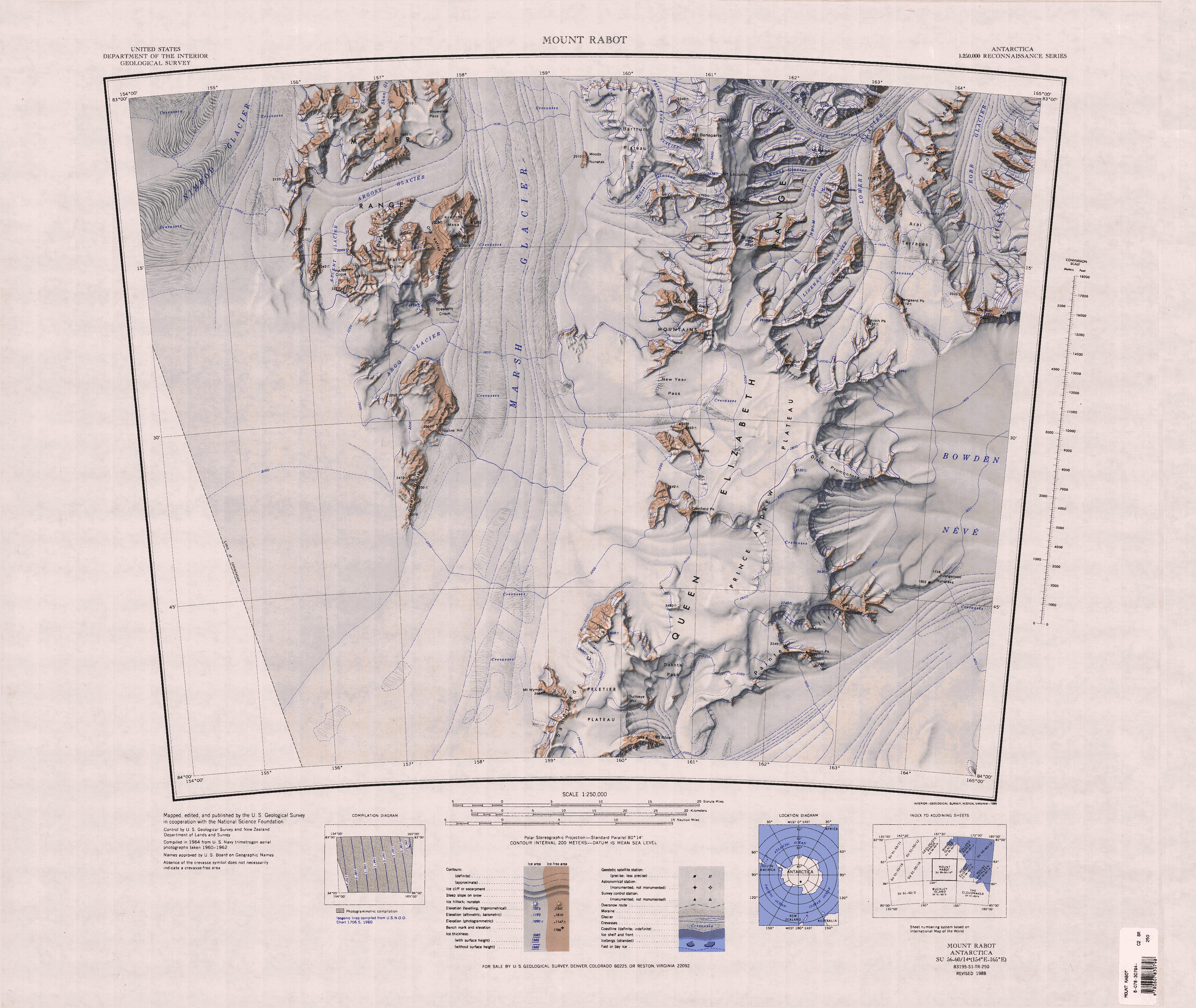
Nell'angolo nord-occidentale di questa mappa si può vedere il tratto iniziale del Nimrod.
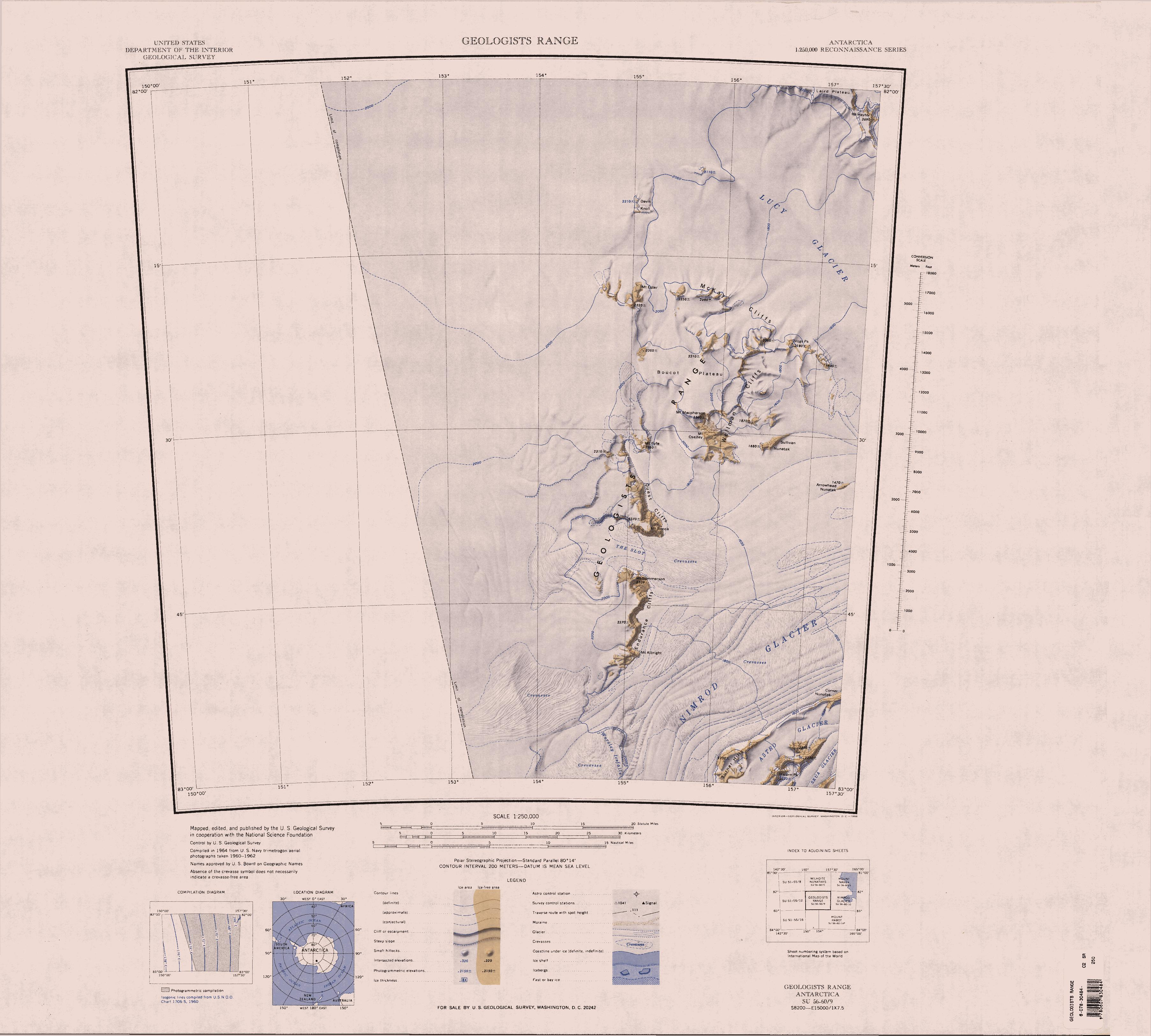
Parte del percorso del ghiacciaio Nimrod.
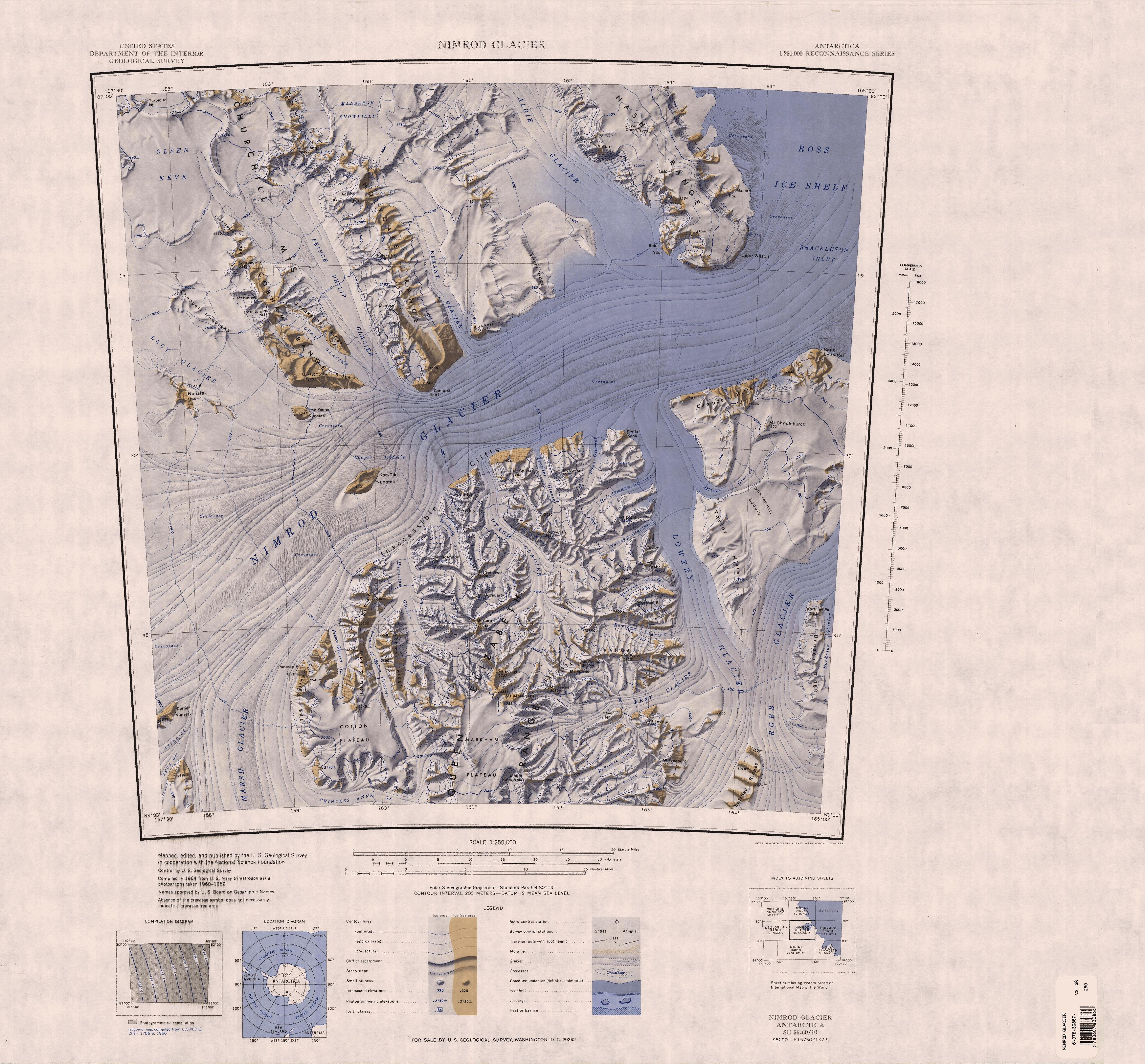
Il sistema della parte finale del ghiacciaio Nimrod e dei suoi tributari.